# Линколн (Ајова)
Линколн (енгл. Lincoln) град је у америчкој савезној држави Ајова. По попису становништва из 2010. у њему је живело 162 становника.

## Демографија
Према попису становништва из 2010. у граду је живело 162 становника, што је -20 (-11.0%) становника више него 2000. године.
| Група             | 2000.       | 2010.       |
| Белци             | 179 (98,4%) | 155 (95,7%) |
| Афроамериканци    | 0 (0,0%)    | 0 (0,0%)    |
| Азијати           | 0 (0,0%)    | 0 (0,0%)    |
| Хиспаноамериканци | 3 (1,6%)    | 7 (4,3%)    |
| Укупно            | 182         | 162         |